# Пиллькаллер
Пиллькаллер (нем. Pillkaller, Pillkaller Machandel — «пиллькалленец», «пиллькалленская можжевеловая водка») — алкогольный напиток с закуской или коктейль из бывшей немецкой провинции Восточная Пруссия. Название происходит от восточно-прусского города Пиллькаллена, ныне — Добровольска. Можно перевести как «пиллькалленец».

## История
Жители городка Пиллькаллен имели славу выпивох и драчунов. «Человек не может выпить столько же, сколько и лошадь. Но только не пиллькалленец» — говорили про них. Именно они и придумали этот рецепт употребления шнапса с колбасой. Несколько пиллькаллеров с толстыми ломтями колбасы могли даже заменить ужин. Коктейль из Пиллькаллена вошёл в прусский фольклор.
В качестве напитка по традиции использовался можжевеловый шнапс, производимый в Тапиау (ныне город Гвардейск). В наши дни шнапс Pillkaller Machandel производится в Ахаузене, он является популярным аперитивом на севере Германии. На старо-фризском (нижненемецком) языке ягода можжевельника называется «Machandel», отсюда и второе название Pillkaller Machandel. Но подойдёт и зерновой шнапс (Doppelkorn, Kornbrand, Edelkorn), можжевеловый шнапс Steinhaeger или джин. В качестве закуски — лебервурст и горчица.
Другой знаменитый коктейль родом из этого города — «Молоко кобылиц из Пилькаллена». В бокал для шампанского наливалась подогретая анисовая водка (арак), добавлялся кусочек сахара, сверху накладывались сливки, употреблялся через соломинку.

## Употребление
Существуют два способа употребления пиллькаллера. Первый: съесть кусочек острой ливерной колбасы с горчицей и сразу же запить шнапсом. Второй: положить в стакан ливерную колбасу с горчицей и выпить напиток одним глотком, одновременно поедая колбасу.